# Stanko Košanski
Stanko Košanski (Tuk (Rovišće), 18. listopada 1941. - Bjelovar, 21. studenog 2009.), hrvatski šahist.

## Životopis
U ranoj je mladosti ostao bez roditelja, pa je boravio u domu. Šahom se bavi od boravka u domu.
U Hrvatskoj se još u juniorskim danima pokazao među najboljima. 
Studirao je na Ekonomskom fakultetu. 
Naslov međunarodnog majstora stekao je 1978. godine. Bio je stabilnan visokokvalitetan igrač. Dvadeset i pet je godina uspio držati svoj rejting iznad 2400 bodova. Kao igrač bio je maštovitih kombinacija i nadaren za taktiku. S bijelim je figurama volio igrati Sicilijansku obranu, Najdorfovu Sicilijansku obranu i Francusku obranu, 
Igrao je za ŠK Slavonsku banku, ŠK Slavonac iz Našica i ŠK Polet iz Buševca.
Pojedinačni prvak Hrvatske 1972. godine.

## Uspjesi
- prvenstvo Hrvatske u šahu 1972.
- turnir u Budimpešti 1989.
- 5. na Prvom otvorenom prvenstvu samostalne Hrvatske